# European Doctoral School of Demography
Die European Doctoral School of Demography (EDSD) ist eine von zwölf europäischen Universitäten und fünf Forschungsinstitutionen getragene Einrichtung zur Ausbildung von Doktoranden, die im Bereich der demographischen Forschung promovieren wollen. Es handelt sich um einen jährlichen stattfindenden 11-monatigen Ausbildungskurs. Der Standort rotiert alle zwei Jahre zwischen den Einrichtungen, die die EDSD tragen. Die EDSD verleiht einen European Research Master an erfolgreiche Absolventen.